# Alkoholometrie
Als Alkoholometrie bezeichnet man die Lehre von der Bestimmung des Alkoholgehalts in Flüssigkeiten.
Meyers Konversations-Lexikon, 4. Auflage erklärt dazu:

„Es gibt kein Mittel, den Alkohol aus einer Flüssigkeit mit quantitativer Genauigkeit abzuscheiden, um ihn direkt wägen zu können. Da aber Alkohol spezifisch leichter ist als Wasser, so kann man aus der Dichte einer Flüssigkeit ihren Alkoholgehalt berechnen, vorausgesetzt, dass dieselbe eine reine Mischung von Alkohol und Wasser ist und keine anderen Stoffe enthält, welche die Dichte beeinflussen.
Flüssigkeiten wie Wein und Bier kann man also nicht mittels des Aräometers (s. d.) direkt auf ihren Alkoholgehalt prüfen. Dies erreicht man, wenn man einen kleinen Destillationsapparat mit guter Kühlvorrichtung konstruiert, den Alkohol der zu untersuchenden Flüssigkeit abdestilliert, das Destillat auf das Volumen der in Arbeit genommenen Probe bringt und dann die Dichte bestimmt.“

Das Ebullioskop nutzt die Siedepunkteigenschaften zur Bestimmung des Alkoholgehalts von Wein.
Mit dem Vaporimeter kann der Alkoholgehalt von Flüssigkeiten aus dem Dampfdruck beim Siedepunkt bestimmt werden. Das Vaporimeter wurde von Heinrich Geißler entwickelt (nicht zu verwechseln mit dem Pfälzer Winzer Heiner Geißler).
Schließlich werden noch das Pyknometer und der Biegeschwinger zur Bestimmung des Alkoholgehalts eingesetzt.